# أنفك
أنفك هي قرية أمازيغية مغربية وجماعة قروية وسط غربي المغرب. تنتمي أنفك لإقليم سيدي إفني على الساحل الأطلسي. تضم هذه الجماعة القروية 8.093 نسمة (إحصاء 2004).